# Hypochrysops cratevas
Hypochrysops cratevas är en fjärilsart som beskrevs av Osbert Salvin 1891. Hypochrysops cratevas ingår i släktet Hypochrysops och familjen juvelvingar. Inga underarter finns listade i Catalogue of Life.